# Reza Aslan

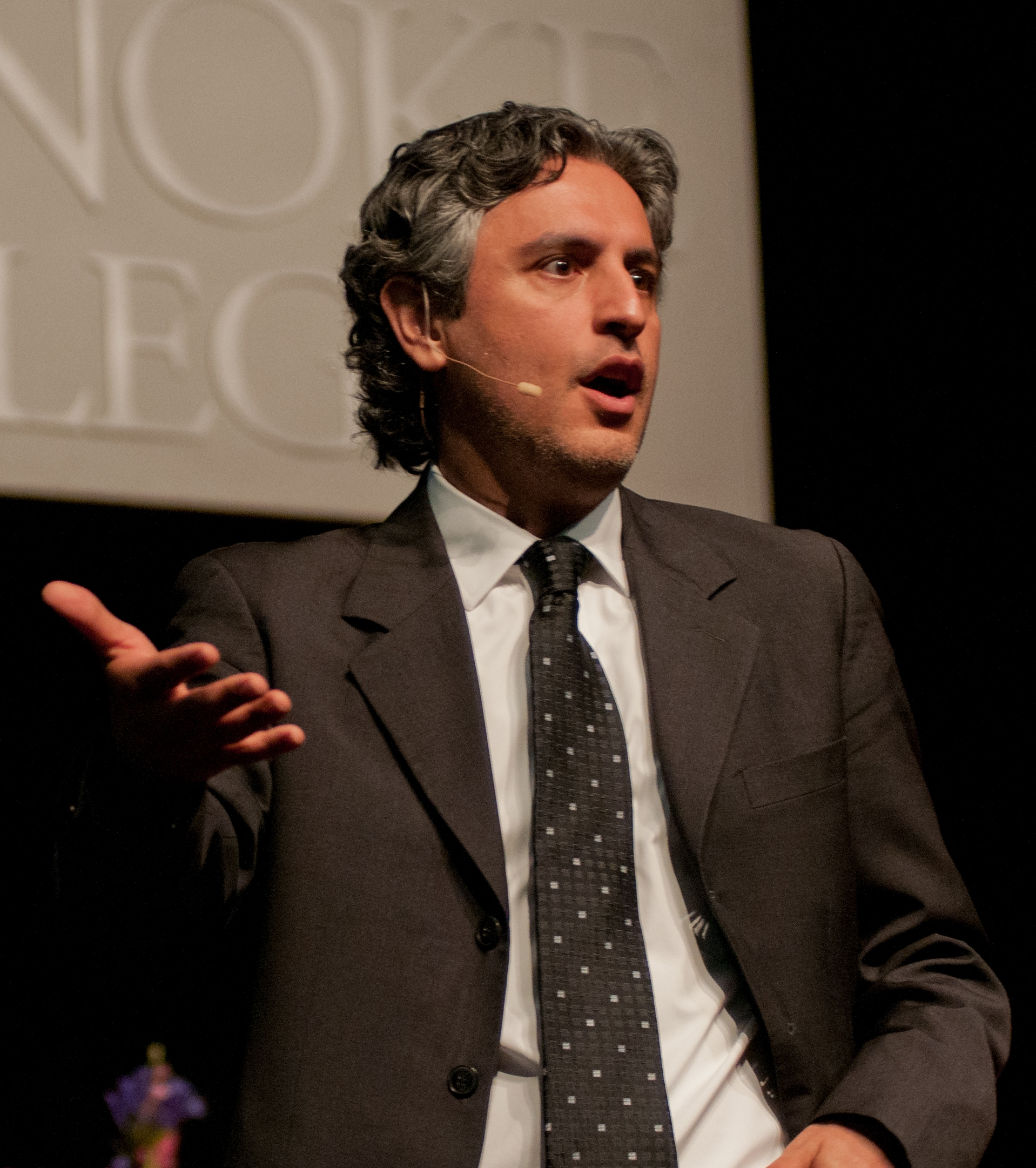
Reza Aslan in 2012

Reza Aslan luisterⓘ; (Teheran, 3 mei 1972) is een Iraans-Amerikaanse godsdienstwetenschapper, gespecialiseerd in de islam. Hij is journalist en auteur.
In zijn boek "Geen god dan God" betreurt Aslan het dat in het debat over de islam momenteel eigenlijk alleen maar fundamentalistische en geseculariseerde moslims aan het woord komen, maar dat naar wie daartussen zitten, volgens hem de meerderheid van de moslims, nauwelijks geluisterd wordt. "Daar gaat mijn boek over, over de middenmoot van de islam", schrijft hij.
De islam wordt in de regel afgeschilderd als star, ondemocratisch en gewelddadig, terwijl volgens Aslan "de eerste moslimgemeenschap in Medina voor die tijd egalitair en democratisch was. Vrouwen kregen radicaal meer rechten dan ooit tevoren en heel wat meer dan de vrouwen in het Westen van die tijd." Bovendien verbiedt de koran discriminatie op grond van ras, geslacht en religie.
Aslan zegt: "De islam kan niet star worden toegepast. Wat tien eeuwen geleden werkte, ... werkt nu niet meer. Wie dat beweert, zegt dat de islam dood is en niet meer met ons mee kan groeien." Maar volgens Aslan is de islam niet dood en kan is het heel goed mogelijk om de Koran te gebruiken bij het scheppen van nieuwe oplossingen die passen bij deze tijd en het leven van moslims in het Westen.
Aslan, naar aanleiding van 'God - een menselijke geschiedenis' (2017): ‘Religie is geen keuze, geloof is een keuze, de twee zijn absoluut niet hetzelfde. Geloof, zoals ik het in het boek omschrijf, is mysterieus, individualistisch, niet in woorden te vatten en nauw verbonden met het bestaan van de mens. Religie daarentegen is een instituut vol regels en normen dat is gemaakt door mensen om een verklaring te geven voor de aangeboren geloofsbelevenis.’ (Volkskrant, 4 mei 2018)

## Publicaties
- Geen god dan God; oorsprong, ontwikkeling en toekomst van de islam, Amsterdam (De Bezige Bij), 2005, ISBN 90-234-1753-4
- De zeloot: het leven van Jezus van Nazareth en de geboorte van een religie, Amsterdam (Uitgeverij Balans), 2014, ISBN 978-94-600-3736-8
- God - een menselijke geschiedenis, Amsterdam (Uitgeverij Balans), 2017, ISBN 978-94-600-3809-9